# Иван Гарсија (атлетичар)
Иван Гарсија Санчез (шп. Iván García Sánchez; Сантијаго де Куба 29. фебруар 1972) је бивши кубански атлетичар, специјалиста за трку на 200 метара.
Прво велико такмичење на којем је учествовао било је светско првенство у дворани 1993. у Торонту. Такмичио се у трци на 200 метара и у финалу био четврти резултатом 20,82. Две године касније победио је на Панамеричким играма 1995 у Мар дел Плати у истој дисциплини и освојио златну медаљу са личним рекордом 20,17 који није оборио до престанка каријере. На истим играма био је члан штафета 4 х 100 м и 4 х 400 м и у обе штафете освојили су златне медаље. Исте године на Светском првенству на отвореном заузео је 8 место.
На Олимпијским играма 1996. у Атланти, у својој дисциплици био је шести. Исто место освојила је кубанска штафета 4 х 100 метара, у којој је Гесија трчао у квалификацијама и полуфиналу, док је у финалу био замењен.
У 1997. у Паризу освојио је друго место на Светском првенству у дворани на 200 метара са новим личним рекордом 20,46, који није касније оборио. На Светском првенству на отворениом исте године у Атини био је четврти такође на 200 метара, а исто место је освојио са штафетом 4 х 100 метара.
На следећа два светска првенства 1999. у дворани у Маебашиу и на отвореном у Севиљи у трци на 200 метара испао је у полуфиналу. Као члан кубанске штафете 4 х 100 метара у Севиљи заузели су четврто место.
Највећи успех у каријери на Играма 2000. у Сиднеју као члан штафете 4 х 100 метара у којој су поред њега били Луис Алберто Перез, Фреди Мајола и Хосе Анхел Сезар са 38,04 освојили су бронзану медаљу иза штафета Сједињених Америчких Држава и Бразила.
Гарсија је био укупно шест пута победник прванства Кубе на 200 метара (1992-1993, 1995-1996, 1999-2000)